# Neonesidea ritugerda
Neonesidea ritugerda is een mosselkreeftjessoort uit de familie van de Bairdiidae. De wetenschappelijke naam van de soort is voor het eerst geldig gepubliceerd in 1967 door Holden.